# Syndrome de l'immunodéficience féline
 Mise en garde médicale
Le syndrome de l'immunodéficience féline est une maladie touchant les chats domestiques et provoquée par le virus du même nom.
Transmis par morsures ou par rapport sexuel, la maladie peut être asymptomatique pendant plusieurs années, avant de parfois évoluer vers un stade d'immunodéficience qui rend alors le chat sensible aux infections opportunistes.
La prévention s'opère à travers le dépistage des chats et l'évitement des contacts entre chats atteints et chats sains.

## Épidémiologie
Le FIV est présent sur tous les continents. Il concerne environ 11 % de la population féline domestique à travers le monde, bien que ce pourcentage soit certainement sous-estimé puisqu'entre 10 et 15 % des chats FIV ne sont pas séronégatifs. Les mâles sont davantage concernés que les femelles, car plus susceptibles d'être impliqué dans des bagarres avec morsures. Les individus les plus à risque sont ceux qui vivent dans des zones à haute densité de chats et ceux qui ont la possibilité de se promener librement à l'extérieur.

## Transmission
Le virus se transmet entre chats principalement par les morsures, mais également par les rapports sexuels. Il peut aussi être transmis par la mère à ses petits.
Le virus ne survit que quelques heures dans l'environnement.

## Symptômes
La durée d'incubation est de 4 à 6 semaines.
Des symptômes peuvent parfois se manifester durant la première phase qu'est la phase aiguë, qui survient entre un et trois mois après l'infection : l'animal présente alors de la fièvre, de la fatigue, entérite, stomatite, dermatite, conjonctivite, affection respiratoire, et gonflement des ganglions lymphatiques,. Cependant, les symptômes restant discrets, cette période n'est pas toujours remarquée par les propriétaires. La seconde période consiste en une phase asymptomatique où le chat ne manifeste aucun signe clinique,. Cette période peut durer de quelques mois à plusieurs années, en fonction de l'âge auquel le chat a été infecté, le sous-type de FIV, et l'exposition à d'autres pathogènes. La phase asymptomatique peut également durer jusqu'à la mort de l'animal. Enfin, la troisième et dernière phase consiste en une période symptomatique pendant laquelle le chat est touché par des infections opportunistes, une néoplasie, une dépression médullaire et des troubles neurologiques.
Les chats atteints par le FIV sont globalement plus sensibles aux infections dont les effets peuvent durer plus longtemps et être plus sévères. Les chats positifs au FIV ont cinq fois plus de risques de développer un lymphome ou une leucémie ; ils sont d'ailleurs surreprésentés parmi les chats atteints de lymphomes.

## Espérance de vie
L'espérance de vie de l'animal ne semble pas significativement modifiée.

## Dépistage et diagnostic
Les anticorps spécifiques du FIV ne sont détectables qu'à partir d'entre deux et dix mois après la contamination.
Le FIV peut être diagnostiqué grâce à des tests rapides, des tests Elisa ou par technique PCR. En pratique, le vétérinaire utilise généralement un test rapide qui se base sur une prise de sang, et la détection d'anticorps anti-GP40 à partir de sang total, de plasma ou de sérum. Le résultat est obtenu en 10 à 15 minutes. Un test salivaire est également possible.
Le dépistage du FIV peut être proposé à n'importe quel âge en cas de suspicion, comme dès les premières consultations vaccinales d'un chaton, pour écarter toute transmission par la mère. Il est conseillé de réaliser un test lors de l'acquisition d'un chat, et régulièrement auprès des chats à risque. Tester tous les chats du foyer en cas de test positif est également à privilégier. En cas de test négatif, il est recommandé de réaliser un second test afin de confirmer le premier.

## Prise en charge
Il n'existe pas de traitement spécifique contre le FIV. La prise en charge consiste à traiter les pathologies secondaires qui surviennent au cours de la maladie, en évitant l'emploi de corticoïdes qui ont des effets immunosuppresseurs.
La principale prise en charge consiste à diminuer les risque de contracter des infections qui profiteraient de l'immunodéficience pour se développer. Un suivi régulier du poids et des paramètres sanguin est recommandé, ainsi qu'un traitement précoce des affections pouvant toucher l'individu.
Des antiviraux pourraient être utilisés de manière expérimentale, peu de preuves existant quant à leur efficacité clinique,.

## Prévention
La prévention passe par la réduction des risques de morsures, à travers la limitation des déplacements extérieurs des chats, et l'évitement des contacts entre chats sains et ceux positifs aux FIV.
Un vaccin contre le FIV est commercialisé en Australie et un autre en Amérique du Nord, qui a une efficacité partielle et une utilisation controversée. En Europe, il n'y a pas de projet de commercialisation de ce vaccin qui a été développé avec des souches virales présentes essentiellement en Amérique du Nord.